# نباتيو الأسماك
نباتيو الأسماك (وبالإنجليزية:Pescetarianism) هم أشخاص يتبعون النباتية ولكن يأكلون الأسماك والمأكولات البحرية. وجبتهم الغذائية تكون خالية من اللحوم والدجاج فقط. قد يتناول نباتيو الأسماك اللبن ويستهلكون مشتقاته، وكذلك قد يأكلون البيض.

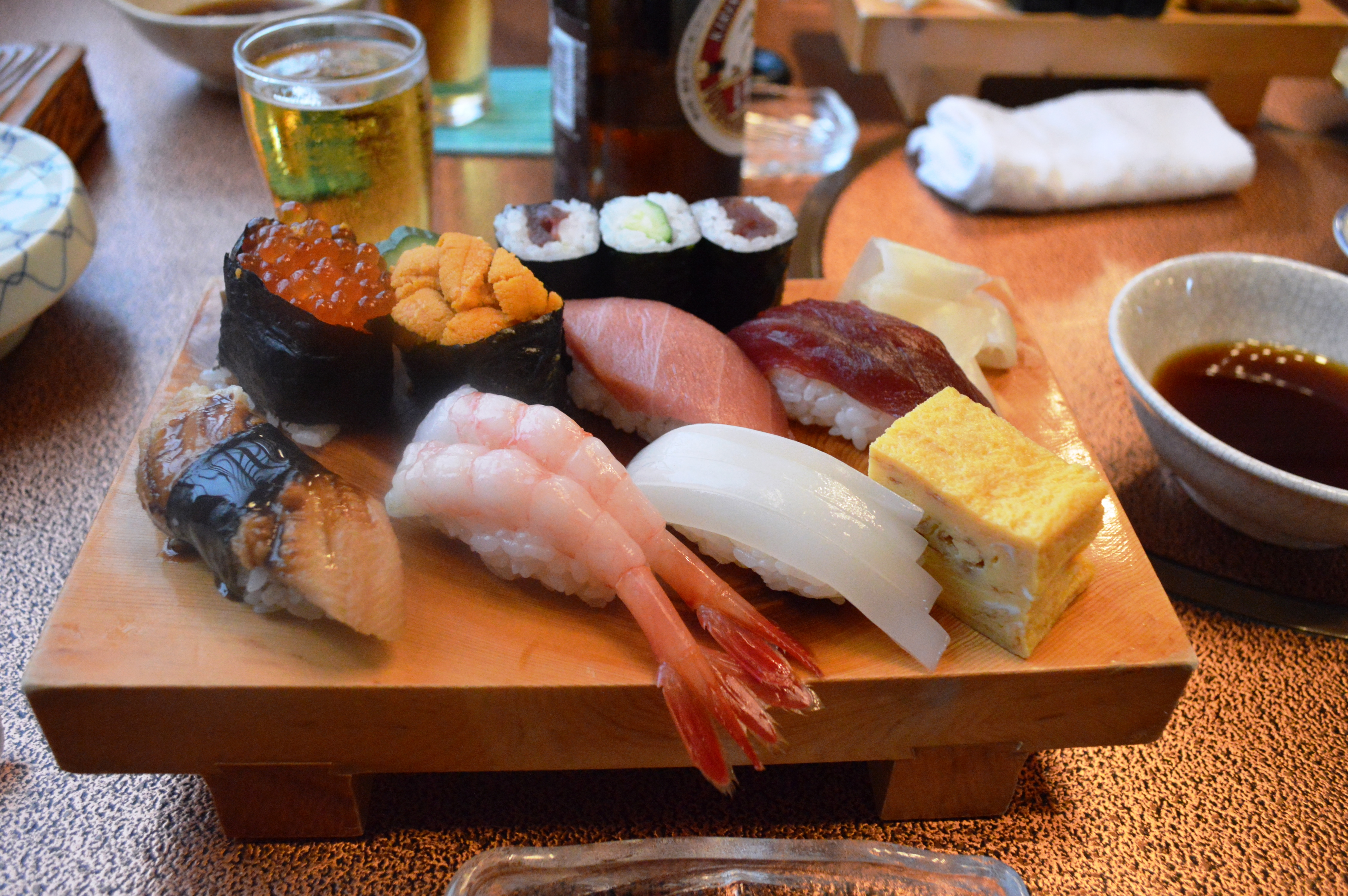
السوشي الياباني

## المبررات

### الأخلاقيات
يعتمد بعض نباتيو الأسماك نظامهم الغذائي بسبب عدم كفاءة مصادر اللحوم الأخرى. على سبيل المثال، في الولايات المتحدة معظم الماشية والدجاج ولحم الخنزير لا ترعى بشكل حر وتغذى بالحبوب التي تزرع خصيصًا من أجل إطعامها. لذلك، فإن التأثير البيئي وكمية الطاقة اللازمة لتغذية إحدى الأبقار أو الدجاج أو الخنازير تفوق قيمتها الغذائية كثيرا. قد يفضل نباتيو الأسماك أكل الأسماك التي تصطاد في البرية ،بدلا من الأسماك آكلة اللحوم المستزرعة التي تتطلب توفير غذائها من الأسماك الأخرى.
قد ينظر آخرون إلى نظامهم الغذائي على أنه انتقال إلى النباتيين ،أو توفيق أخلاقي أو ضرورة عملية للحصول على المغذيات الغائبة أو التي لا يمكن العثور عليها بسهولة في النباتات.
علاوة على ذلك، قد يُنظر إلى نظام نباتيو الأسماك على أنه أكثر أخلاقية لأن الأسماك، إلى جانب بعض الحيوانات الأخرى مثل الحشرات ، قد لا تربط الألم والخوف كما هو الحال مع الحيوانات الأكثر تعقيدًا كـالثدييات.وقد وجد الباحثون أن الأسماك على عكس الثدييات لا تملك القدرة الفيزيولوجية العصبية للوعي بالألم. حيث لا تمتلك الأسماك القشرة المخية الحديثة ، وهو أول مؤشر للشك فيما يتعلق بما إذا كان لديها وعي بالألم. أي أن بعض الألياف العصبية في الثدييات المعروفة باسم مستقبلات الأذية التي تشارك في الإحساس بالتجارب الشديدة للألم غير موجودة في الأسماك الغضروفية البدائية. كما تحتوي بعض الأسماك الغضروفية كأسماك القرش والشفنينيات على آثار غير أن هناك تطور غير مكتمل لهذه الألياف.

### الاعتبارات الصحية
أحد الأسباب الشائعة لاتباع النظام الغذائي لنباتيو الأسماك هو الصحة، استنادًا إلى اكتشاف أن اللحوم الحمراء ضارة بالصحة في كثير من الحالات بسبب احتوائها على كميات عالية من الدهون المشبعة، الكولين والكارنيتين. بينما تناول أنواع معينة من الأسماك يرفع مستويات HDL (بروتين دهني مرتفع الكثافة) وبعض الأسماك هي مصدر مناسب لأحماض أوميغا 3 الدهنية.
وقد أثيرت مخاوف بشأن استهلاك بعض أصناف الأسماك التي تحتوي على سموم مثل الزئبق ومركبات ثنائي الفينيل متعدد الكلور، على الرغم من أنه من الممكن اختيار الأسماك التي تحتوي على زئبق قليل أو معدوم، وتخفيف استهلاك الأسماك المحتوية على الزئبق.